# Zaprionus lineosus
Zaprionus lineosus är en tvåvingeart som först beskrevs av Walker 1860.  Zaprionus lineosus ingår i släktet Zaprionus och familjen daggflugor. Inga underarter finns listade i Catalogue of Life.